# Степанова, Антонина Яковлевна
Антонина Яковлевна Степанова (1927 — 2019) — советская и российская художница по стеклу, народный художник РСФСР (1984), почётный член  РАХ, член СХ СССР (1960). Основательница и первый директор Всероссийского музея декоративно-прикладного и народного искусства (1981—1982). Секретарь Правления СХ СССР (1976—1987).

## Биография
Антонина Яковлевна Степанова родилась 5 мая 1927 года в Калужской области.
В 1953 году окончила факультет художественной обработки стекла Московского института прикладного и декоративного искусства[уточнить], среди её учителей были —В. А. Фаворский, А. А. Дейнека, А. Д. Гончаров и Е. Ф. Белашова.
С 1953 по 1960 годы работала на стекольных заводах по обновлению массового ассортимента, в том числе на Дятьковском хрустальном заводе, большую роль в становлении творческой личности сыграл патриарх отечественного стеклоделия Б. А. Смирнов. С 1960 года — художник, с 1962 года — главный художник, с 1965 по 1976 годы — директор  Московского комбината прикладного искусства Художественного фонда РСФСР. С 1976 по 1987 годы — секретарь Правления СХ СССР. С 1981 года была основателем и первым директором Всероссийского музея декоративно-прикладного и народного искусства. С 1992 года — председатель Правления Московского Фонда культуры. 
А. Я. Степанова работала в технике гутного стекла, автор декоративных ансамблей из стекла для интерьеров общественных учреждений. С 1954 года была постоянной участницей союзных, республиканских, московских и зарубежных художественных выставок. С 1960 года — член МСХ и СХ СССР. С 1997 года — член Московского городского художественно-экспертного совета по декоративно-прикладному искусству и народным художественным промыслам. В 1966 году проходила стажировку в Высшей художественной школе в Праге, А. Я. Степанова  создала большую коллекцию работ, которые получили широкую известность, находятся в 34-х отечественных музеях, в том числе в Эрмитаже, Государственном Русском музее, Дальневосточном художественном музее, а также за рубежом — в США, Швеции, Германии и в штаб-квартире ЮНЕСКО.
Умерла 25 августа 2019 года в Москве.

## Основные произведения
- «Человеческая жизнь»
- «Космос»
- «Четыре времени года» (напольные вазы)
- «Цветы России»
- «В память огненных лет» (декоративная композиция из 4-х ваз) (1985)
- композиции «Хоровод» (1986)
- «Начало лета» (1988)
- «Одуванчики» (1994)
- «Сиреневый туман»(1996)
- «Мир стекла» (1998)
- «Весеннее раздолье» (2000)
- «Дыхание гор» (2001)
- «Калина красная»
- «Эволюция»

## Награды

### Ордена, медали
- Орден Почёта (2004)
- Медаль За трудовую доблесть (1967)

### Звания
- Народный художник РСФСР (1984 «за заслуги в области советского изобразительного искусства»)
- Заслуженный художник РСФСР (1979)